# Gentry
Als Gentry (auch Landed Gentry) bezeichnet man auf den britischen Inseln den niederen Adel, in Abgrenzung zum höheren Adel (Peerage oder Nobility).
Der Begriff des Gentleman bezeichnete ursprünglich einen männlichen Angehörigen der Gentry.

## Entwicklung
Der Begriff Gentry leitet sich vom altfranzösischen genterie (Adel) ab und bezeichnete im Mittelalter zunächst den gesamten Adel und war synonym mit dem Wort Nobility. Zum Ende des Mittelalters hatte sich im Königreich England eine Unterscheidung der Adligen zwischen den zahlenmäßig beschränkten Inhabern substantieller Titel mit Sitz im House of Lords (Nobility oder Peerage) und den übrigen Adligen, die nur vornehm und zur Wahl des House of Commons berechtigt waren (Gentry), herausentwickelt.
Das Recht zur Wahl der Abgeordneten der Countys (Knights of the Shire) zum House of Commons war 1429 auf reiche Grundbesitzer beschränkt worden, deren Jahreseinkünfte aus freiem Grundeigentum mindestens 40 Shilling (zwei Pfund Sterling) betrugen (sog. forty-shilling freeholders). Auch für das Recht zur Wahl der Abgeordneten der Boroughs (Burgesses) ins House of Commons war der örtliche Grundbesitz (Burgage) maßgeblich. Da ihr definierendes Merkmal ihr Grundbesitz war, wurden diese Grundbesitzer als Landed Gentry bezeichnet. Diese Grundbesitzer entstammten meist ritterbürtigen und wappenführenden Familien. Auch der landbesitzende Klerus zählte zur Landed Gentry und auch reiche Bürger, die entsprechenden Grundbesitz erwarben, konnten in die Landed Gentry aufsteigen. Kennzeichnend für Angehörige der Landed Gentry war meist, dass sie ihren Lebensunterhalt vollständig durch die Verpachtung ihrer Ländereien bestreiten konnten – Ämter bekleideten Mitglieder dieser Schicht meist nur aus Prestigegründen.
Angehörige der Gentry trugen keine Peerstitel, sie konnten allenfalls Ritterwürden (die nicht-erbliche Knighthood oder ab 1611 die erbliche Baronetage) innehaben oder nichtadlige feudale Besitztitel (Lord of the Manor) führen. Die Mehrheit hatte keine Adelstitel inne, als Hinweis auf ihre edle Herkunft führten sie dann meist den Namenszusatz Esquire.
Der Begriff der Gentry weitete sich ab dem 16. Jahrhundert auf eine nicht genau abgegrenzte Schicht aus, die sich nach oben zur Peerage und nach unten zu den Freien (Yeomen und Bürgern) mit keinem eigenen oder zu wenig Grundbesitz sowie den Unfreien abgrenzen lässt. Gesellschaftlich werden auch Familienangehörige von Forty-shilling freeholders zur Gentry gezählt. Anders als beim Adel auf dem europäischen Festland, wo die Adelstitel eher ganzen Familien als Einzelpersonen verliehen werden und wo es durchaus möglich ist, dass mehrere Familienmitglieder gleichzeitig denselben Titel führen, haben britische Adelstitel stets nur einen lebenden Inhaber. Familienangehörige von Peers, die keinen eigenständigen substantiellen Titel innehaben, zählen insofern nicht zur Peerage, sondern ebenfalls zur Gentry.
Seit dem 19. Jahrhundert wurden Nobilitierungen (insbesondere zum Knight) als Auszeichnung auch an Personen verliehen, die nicht über ausreichenden Grundbesitz verfügten, um im engeren Sinne zur „Landed“ Gentry zu gehören, etwa an Akademiker und Künstler. Diese werden ob ihrer Ritterwürde dennoch im weiteren Sinne zur Gentry gezählt. Ab 1832 wurden durch mehrere Wahlrechtsreformen (Reform Act 1832, Reform Act 1867) die Vorrechte der Gentry bei der Wahl zum House of Commons eingeschränkt und schließlich aufgehoben, wodurch die Abgrenzung der Gesellschaftsschicht der Gentry zum gehobenen Bürgertum weiter verschwamm.

## Anwendung auf China
Außerhalb Großbritanniens gab es eine vergleichbare Schicht auch in China, wo der Begriff besonders in der englischsprachigen Fachliteratur auf das etwa eine Prozent der Bevölkerung angewandt wird, das die primäre Chinesische Beamtenprüfung absolviert hatte und zugleich eine örtliche Berühmtheit besaß. Diese Prüfung wurde erst 1905 durch die Eingaben und Anträge der Reformer (u. a. Zhang Zhidong und Yuan Shikai) in den 1890er Jahren abgeschafft.

## Anwendung auf Ungarn
In Ungarn verbreitete sich der Begriff in der zweiten Hälfte des 19. Jahrhunderts und fand noch bis ins 20. Jahrhundert hinein Anwendung. Im Gegensatz zu Großbritannien wurden in Ungarn verarmte und landlose Angehörige des Adels Gentry (dzsentri) genannt, die trotz ihres fehlenden Vermögens an ihrer gesellschaftlichen Position und an ihren Traditionen festhielten. Einzige Erwerbsquelle der ungarischen Gentry blieb der Staatsdienst. Von der Gentry zu unterscheiden ist der sog. „Bundschuh-Adel“ (bocskoros nemesség), der überwiegend aus verarmten Kleinadligen oder geadelten Bauern bestand und sich in seiner Lebensweise nicht von den Bauern unterschied. Im 19. Jahrhundert gehörten etwa 5 % der ungarischen Bevölkerung dieser Gesellschaftsschicht an. Sowohl „Gentry“ als auch „Bundschuh-Adel“ sind Bezeichnungen für Phänomene im ausgehenden ungarischen Feudalismus.